# Sophus Barner
Hans Sophus Vilhelm Barner (født 31. januar 1839 på Eskilstrup, død 14. november 1921 på Frederiksberg) var en dansk godsejer og politiker, bror til Konrad Barner.

## Indsats for husmændene
Barner var søn af godsejer, hofjægermester Leopold Theodor Barner til Eskilstrup (1809-1887) og Julie Aurelia født Munk (1809-1883). Skønt han var en yngre søn, var han allerede fra barn af bestemt til at overtage godserne, og han lærte landvæsen på forskellige gårde. Barner blev underforvalter, forvalter og havde nogle år Prøvegården under Giesegård i forpagtning. Han blev derefter forpagter og senere ejer af sin fødegård Eskilstrup, der havde været i familiens eje siden 1790.
Allerede tidligt gik Barner ind i foreningsarbejdet inden for landbruget. Han blev 1870 medlem af Udvalget for Husmandsbrugets Ophjælpning, og det blev karakteristisk for hans virke livet igennem, at han var optaget af at ophjælpe husmændene. 1875-79 og 1884-87 fungerede han som formand for det store amtsudvalg, der beskæftigede sig med denne sag. 1887 udgav han et skrift om Sorø Amts landboforeningers virksomhed til ophjælpning af det lille jordbrug. 1887-98 var Barner formand for Sorø Amts landøkonomiske Selskab og 1897-1902 næstformand i De samvirkende Landboforeninger i Sjællands Stift, 1891-1909 formand for Forbundet af sjællandske Kvægavlsforeninger, formand for Foreningen til Kulturplanternes Forbedring. Han var en af de ledende i agrarbevægelsen, og da Danmarks Agrarforening blev grundlagt 1893, valgtes han til dens første præsident og fungerede til 1895.

## Politiker
1868-74 var Barner formand for Førslev-Sneslev Sogneråd. 1903-06 var han folketingsmand for Thisted Amts 3. valgkreds, Hurupkredsen. Han stod uden for partierne, var i valggruppe med Højre og tilhørte holdningsmæssigt mest De Frikonservative.
Han var en offentlig person, som nød tillid bredt i samfundet, og som var styret af pligtfølelse og retsind. Barner blev kammerjunker 1866, kammerherre 1889 og Ridder af Dannebrog 1893.

## Kristendom og filantropi
I den senere del af sit liv boede Sophus Barner i København, hvor han – ligesom sin slægtning Regitze Barner – var optaget af kirkelige sager og filantropi. Han var bl.a. formand i bestyrelsen for Lindevangshjemmet (hvor hun også var medlem) og for De samvirkende Menighedsplejer i København, og han testamenterede Eskilstrup og halvdelen af sin formue til Indre Mission.
Barner blev gift 15. juli 1864 i Holmens Kirke med Bertha Emilie Mathilde von Lowzow (3. august 1839 i København – 5. december 1876 på Prøvegården), datter af kammerherre, senere gehejmekonferensråd, justitiarius i Højesteret Frederik von Lowzow (1788-1869) og Sophie Charlotte Marie von Blücher (1804-1894).
Han er begravet på Nordrup Kirkegård ved Ringsted.
Han er gengivet i et xylografi 1894. Tegning af Otto Bache (Det Nationalhistoriske Museum på Frederiksborg Slot) og et portrætmaleri af samme fra 1912. Mindesten ved Eskilstrup opsat 1931. Fotografi af Albert Schou.